# Robert Służały
Robert Służały (ur. 13 listopada 1979 w Złotoryi) – polski twórca komiksów, ilustrator, malarz.
Jest absolwentem Państwowego Liceum Sztuk Plastycznych w Jeleniej Górze oraz Uniwersytetu im. Adama Mickiewicza w Kaliszu. Publikował m.in. w Machanczis oraz AQQ. Jest autorem rysunków do pierwszej części komiksowej serii Dampc pt. Benek Dampc i trup sąsiada do scenariusza Jerzego Szyłaka.
W 2005 roku stworzył plansze komiksu science-fiction Autobahn nach Poznań do scenariusza Andrzeja Ziemiańskiego, na podstawie opowiadania, które wyróżnione zostało nagrodą im. J. Zajdla w 2002 roku.
Do scenariusza Dennisa Wojdy narysował Złote żebra, jednoczęściowy komiks, który brał udział w drugiej edycji Europejskiego Konkursu Komiksowego zorganizowanego przez wydawnictwo Glenat i telewizję Arte.
Żonaty, córka Zuzanna.

## Twórczość
- Benek Dampc i trup sąsiada, scenariusza Jerzy Szyłak (2003 r.).
- Autobahn nach Poznań, scenariusz Andrzej Ziemiański (2005 r.), komiks nieukończony
- Złote żebra, scenariusz Dennis Wojda (2007 r.)

## Wystawy
- 2004 – "Komiks w awangardzie” BWA Wrocław: Galeria Sztuki Współczesnej Awangarda[3]
- 2016 – "Magma. La Bande Dessinée Polonaise contemporaine", Lieu d’Europe, Strasburg[4]
- 2017 – "Memoria e narrazione. Il fumetto storico polacco", Napoli COMICON[5]
- 2017 – "Pamięć i opowiadanie. Polski komiks historyczny", BWA Jelenia Góra[6]
- 2022 – "La bande dessinée polonaise au Festival d'Angoulême", Angoulême[7]
- 2024 – "El cómic polaco aterriza en Barcelona", Comic Barcelona[8]
- 2025 – "El cómic polaco aterriza en España", Pałac Quintanar, Segowia